# Магнус Шевінг
Магнус Шевінг (ісл. Magnús Örn Scheving; *10 листопада 1964, Рейк'явік) — ісландський письменник, продюсер, підприємець і спортсмен. Він також є автором і актором однієї з головних ролей серіалу «Байдиківка» («Lazy Town»).

## Раннє життя та кар'єра
Магнус Шевінг народився в Рейк'явіку, але виріс у маленькому містечку Боргарнес (Ісландія). У Боргарнесі Магнус відвідував школу, у його класі навчалося 3 особи, включаючи його самого.
Шестиразовий чемпіон Ісландії зі спортивної аеробіки. У 1994 та 1995 роках ставав чемпіоном Європи зі спортивної аеробіки. У 1994 став срібним медалістом Чемпіонату світу зі спортивної аеробіки. У 1994 названий спортсменом року в Ісландії.
Роблячи кар'єру мотиваційного оратора і багато подорожуючи, на початку 1990-х років, Шевінг помітив недостатню поінформованість у питаннях ожиріння, недосипання та малорухливого способу життя. У 1991-1993 роках Магнус Шевінг вів власне чат-шоу в Ісландії, у форматі коли батьки могли приходити і ставити йому питання про те, як виростити здорових дітей. Також у той час він керував столярним бізнесом та вів уроки фітнесу та гімнастики у місцевій школі. Як письменник він написав книгу «Байдиківка», а також дві театральні п'єси, згодом на основі цих матеріалів зняли однойменний серіал.Сам Магнус знявся там у ролі супергероя Спортакусу і всі акробатичні трюки виконував сам. Також знявся в фільмі Шпигун по сусідству у ролі лиходія
| Актор | Це незавершена стаття про актора. Ви можете допомогти проєкту, виправивши або дописавши її. |

1. ↑  CONOR.Sl
2. ↑  Магнус Шевінг. kinobaza.com.ua. Процитовано 11 серпня 2025.
3. ↑  Магнус Шевінг. ua.kinorium.com. Процитовано 11 серпня 2025.